# Marin Stan
Marin Stan (n. 6 august 1936) este un deputat român în legislatura 1990-1992, ales în județul Hunedoara pe listele partidului FSN.